# つがる市立木造中学校
つがる市立木造中学校（つがるしりつ きづくりちゅうがっこう）は、青森県つがる市木造浮巣にある公立中学校。

## 概要
- 本校は、旧木造町中心部にあり、旧木造町域が学区となっている。

## 沿革
- 1947年（昭和22年）
  - 4月1日 - 新学制施行により木造町立木造中学校（旧）設立。当時は、向陽小学校校舎に併置されていた。
  - 4月22日 - 開校式挙行。
- 1952年（昭和27年）
  - 7月 - 帽章制定。
  - 12月29日 - 校歌制定。
- 1953年（昭和28年）
  - 4月12日 - 校旗樹立。
  - 7月 - 字日向6番地に新校舎移転。
- 1954年（昭和29年）12月28日 - 講堂新築落成。
- 1968年（昭和43年）4月 - 特殊学級設置。
- 1972年（昭和47年）4月 - 出精・柴田・川除の各中学校を統合。ただし、この時点で、校舎は統合せず、木造中学校○○校舎として存置。
- 1976年（昭和51年） - 現在地に校舎移転[1]。
- 2005年（平成17年）2月11日 - つがる市誕生により、つがる市立木造中学校に改称。
- 2009年（平成21年）
  - 4月1日 - 木造中学校（旧）・木造西中学校・館岡中学校が統合し、木造中学校（新）開校。同時に現在地に新校舎完成。
  - 4月7日 - 開校式挙行。

## 学区
- つがる市の旧木造町全域。

## アクセス
- 弘南バス「鰺ヶ沢線」・「市浦庁舎線」・「出来島線」で、
  - 「有楽（うらく）町」停留所（鰺ヶ沢行・市浦庁舎行・出来島行のりば）から、徒歩約730m・約11分。
  - 「千代町」停留所（五所川原行のりば）から、徒歩約805m・約12分。
- JR東日本五能線木造駅から、徒歩約1.5km・約23分（最短ルート移動した場合）。

## 周辺
- つがる市立銀杏ヶ丘保育園 - つがる市道をはさんで、敷地が隣接。
- つがる市立向陽小学校 - 県道241号をはさんで、敷地が隣接。
- みやしげ内科クリニック - 敷地が隣接
- うきす調剤薬局 - 敷地が隣接。
- 青森県立木造高等学校 - 向陽小学校に隣接。
- 青森県道241号木造停車場線
- ハッピー・ドラッグ木造店
- バイタルネットつがる出張所

## アクセス
- つがる市立向陽小学校#アクセスを参照。

## 著名な出身者
- 旭富士正也（元大相撲力士・現:伊勢ヶ濱親方）
- 佐々木健（プロ野球選手）
- 尊富士弥輝也（大相撲力士）[2]

## 参考資料
- 『向陽小学校創立百周年記念「向陽小学校百年のあゆみ」』（向陽小学校創立百年祭記念事業協賛会・1972年発行） - これに（旧）木造中学校についての記述がある。
- 東奥日報2009年4月8日付朝刊20面『「私たちが伝統をつくる」 つがる小中2校が開校式』記事
- 『青森県教育史 別巻』（青森県教育委員会・1973年12月20日発行）「学校沿革 中学校」901頁「木造中学校」